# 呉汝俊
呉 汝俊（ウー・ルーチン/Wu Rujun、1963年8月12日 - ）は中国南京市出身の音楽家（京胡演奏家）、俳優。

## 作品

### ディスコグラフィー
- 「It's For You」(2002年)
- 「蒼き獅子/真実の詩」(2002年)
- 「夢郷」(2003年)
- 「愛」(2004年)
- 「組曲/三国志」(2005年)
- 「Bridge～Best of 呉汝俊～」(2005年)

## 参加作品
- 「真実の詩」 - （Do As Infinity 2002年）